# Garcia (Compliments)
Pour les articles homonymes, voir García.
Albums de Jerry Garcia
Garcia (album)
(1972) Old and in the Way
(1975)
Garcia (Compliments) (1974) est le deuxième album solo de l'auteur-compositeur-guitariste-chanteur de rock américain, Jerry Garcia. Jerry Garcia était le guitariste du groupe Grateful Dead.

## Présentation
Le titre de la version promotionnelle était Garcia avec sur un autocollant Compliments of. Par la suite, seul Garcia est resté sur la pochette.
L'album comprend une composition originale de Robert Hunter et John Kahn, les autres titres sont des reprises.

## Titres de l’album
1. Let It Rock" (Chuck Berry) - 3:12
2. When The Hunter Gets Captured by the Game (Smokey Robinson) - 3:46
3. That's What Love Will Make You Do (Henderson Thigpen, James Banks, Eddy Marion) - 3:42
4. Russian Lullaby (Irving Berlin) - 3:04
5. Turn On The Bright Lights (Albert Washington) - 5:04
6. He Ain't Give You None[3] (Van Morrison) - 3:25
7. What Goes Around (Mac Rebbenack) - 3:07
8. Let's Spend The Night Together (Mick Jagger, Keith Richards) - 3:40
9. Mississippi Moon (Peter Rowan) - 3:06
10. Midnight Town (Robert Hunter, John Kahn) - 3:12

L'album a été réédité en 2004 dans le coffret All Good Things avec les titres supplémentaires suivants:
1. That's the Touch I Like (Jesse Winchester) - 3:40
2. (I'm a) Road Runner (Holland, Dozier & Holland) - 4:10
3. It's Too Late (She's Gone) (Chuck Willis) - 4:27
4. I'll Forget You - 3:21
5. Tragedy (Fred Burch, Gerald Nelson) - 3:52
6. Think (Deadric Malone, Jimmy McKracklin) - 4:12
7. I Know It's a Sin (Jimmy Reed) - 2:41
8. Lonesome Town (Thomas Baker Knight) - 6:19
9. Cardiac Arrest (Studio Jam) (Garcia, Kahn, Michael Omartian, Merl Saunders, Ron Tutt) - 1:39
10. Back Home in Indiana (James Hanley, Ballard McDonald) - 7:08

Peter Rowan, qui a composé le titre 9, et Richard Greene, violoniste sur les titres 4 et 8, étaient alors membres du groupe Seatrain.

## Musiciens
- Jerry Garcia - guitare, chant
- Arthur Adams - guitare
- Michael Omartian - piano, Fender Rhodes
- John Kahn - guitare basse, arrangements cuivres et cordes
- Ron Tutt - batterie
- Merl Saunders - orgue
- Larry Carlton - guitare

Autres musiciens
- Bobbye Hall - percussions sur 1-3 & 7-8
- Melvin Moore - trompette sur 3 & 5
- Gene Connors - trombone sur 3 & 5, arrangements cuivres
- Jackie Kelso - saxophone sur 3 & 5
- Amos Garrett - trombone sur 4 & 7
- Joel Tepp - clarinette sur 4
- Richard Greene - violon sur 4 & 8
- Merry Clayton - chant sur 6 & 10
- Clydie King, Patty - voix sur 6 & 10
- Geoff Muldaur - clarinette sur 7
- Maria Muldaur - voix sur 8
- Ben Benay - guitare sur 9
- John Rotella, Willie Green, Gary Ray, Julian Sheer - clarinette sur 9
- Sid Page, Carl Pedersen, Nathan Rubinn, Emily van Valkenburg - violon sur 9-10
- Miriam Dye, Nancy Ellis - viole sur 9-10
- Terry Adams, Judiyaba - cello sur 9-10
- Ray Siegal, Arnie Egilsson - basse sur 9-10
- Sid Sharp - contractor sur 9-10
- David Nichtern - guitare sur 20
- David Grisman - mandoline sur 20
- Vassar Clements - violon sur 20